# 禮儀師真假殺人事件
是一部2011年理察·連卡特導演拍攝的美國黑色幽默電影，由連卡特和Skip Hollandsworth編劇。電影改編自真實事件，主要演員包括杰克·布莱克、马修·麦康纳以及莎莉·麥克琳。2011年6月16日於洛杉磯電影節首映，美國和香港分別於2012年4月27日和2012年9月13日上映。

## 故事大綱
在美國德薩斯州卡薩奇鎮內一名任職喪葬禮儀師的賓尼（杰克·布莱克 飾），在工作以外還會教主日學、唱聖詩班，更以助人為樂，可說是鎮上最受歡迎的人物。即使視財如命的有錢寡婦紐頓太太（莎莉·麥克琳 飾）也喜歡賓尼，所以在鎮上幾乎找不到一個不喜歡賓尼的人。賓尼經常伴隨紐頓太太左右，二人經常一起周遊列國，賓尼甚至替她打理財務。寂寞寡婦紐頓太太久而久之對賓尼非常依賴，而賓尼亦開始要應付紐頓太太日漸苛刻的要求。日子久了，賓尼如常替紐頓太太東奔西跑，外出打理各種事務，但奇怪的是，紐頓太太已沒在鎮上出現多時。某日，紐頓太太被發現背中四槍，屍首被雪藏在家中大雪櫃內，而被控以謀殺的，竟是人見人愛的賓尼....

## 角色
- 杰克·布莱克 飾 伯尼·鐵德
- 莎莉·麥克琳 飾
- 马修·麦康纳 飾 丹尼·布克·戴維遜
- Brady Coleman 飾 Scrappy Holmes
- Richard Robichaux 飾 Lloyd Hornbuckle
- Rick Dial（已去世）飾 Don Leggett

## 反响
影片获得广泛赞誉，烂番茄上根据145个专业影评有90%的新鲜度。著名影评人Roger Ebert给予3颗半星（满分四星）的好评，并肯定了导演的才华和Jack Black的表演。国家评论协会将其列入年度十佳独立电影之中。

## 荣誉
- 哥谭奖最佳影片提名、最佳整体演出提名[6]
- 独立精神奖最佳影片提名、最佳男主角提名[7]
- 广播影评人协会最佳喜剧片提名、最佳喜剧类男主角提名、最佳喜剧类女主角提名[8]
- 金球奖最佳音乐戏剧类男主角提名[9]

## 外部連結
- 官方网站
- 互联网电影数据库（IMDb）上《Bernie》的资料（英文）
- AllMovie上《Bernie》的资料（英文）
- Box Office Mojo上《Bernie》的資料（英文）
- 爛番茄上《Bernie》的資料（英文）
- Metacritic上《Bernie》的資料（英文）
- Justice for Bernie Tiede - Official Bernie Tiede site